# کلردان
کلردان (به انگلیسی: Chlordane) با فرمول شیمیایی C۱۰H۶Cl۸ یک ترکیب شیمیایی با شناسه پاب‌کم ۵۹۹۳ است. که جرم مولی آن ۴۰۹٫۷۷۹ g/mol می‌باشد. 